# Anandravy
Anandravy is een plaats en commune in Madagaskar, behorend tot het district Vondrozo. Tijdens de laatste volkstelling (2001) telde de plaats 3.703 inwoners. 
De plaats biedt alleen lager onderwijs. 99% van de inwoners werkt in de landbouw, de belangrijkste landbouwproducten zijn rijst en bonen; andere belangrijke producten zijn bananen, koffie en cassave. In de dienstensector werkt 1% van de inwoners. 